# Майкл Сантос
Майкл Сантос (ісп. Michael Santos, нар. 13 березня 1993, Монтевідео) — уругвайський футболіст, нападник аргентинського клубу «Тальєрес».
Виступав, зокрема, за клуби «Рівер Плейт» (Монтевідео), «Малага» та «Спортінг» (Хіхон), а також національну збірну Уругваю.

## Клубна кар'єра
Народився 13 березня 1993 року в місті Монтевідео.
У дорослому футболі дебютував 2011 року виступами за команду клубу «Рівер Плейт» (Монтевідео), в якій провів п'ять сезонів, взявши участь у 91 матчі чемпіонату. У складі уругвайського «Рівер Плейта» був одним з головних бомбардирів команди, маючи середню результативність на рівні 0,46 голу за гру першості.
Своєю грою за цю команду привернув увагу представників тренерського штабу клубу «Малага», до складу якого приєднався 2016 року. Відіграв за клуб з Малаги наступний сезон своєї ігрової кар'єри.
У 2017 році був орендований клубом «Спортінг» (Хіхон), у складі якого провів наступний рік своєї кар'єри гравця. Більшість часу, проведеного у складі хіхонського «Спортінга», був основним гравцем атакувальної ланки команди. В новому клубі був серед найкращих голеодорів, відзначаючись забитим голом в середньому щонайменше у кожній третій грі чемпіонату.
До складу клубу «Леганес» приєднався також на умовах оренди 2018 року. Станом на 16 травня 2019 року відіграв за клуб з Леганеса 16 матчів в національному чемпіонаті.

## Виступи за збірні
У 2015 році залучався до складу молодіжної збірної Уругваю. На молодіжному рівні зіграв у 5 офіційних матчах, забив 1 гол.
Того ж року дебютував в офіційних матчах у складі національної збірної Уругваю.

## Титули і досягнення
- Переможець Панамериканських ігор: 2015